# Kobus ellipsiprymnus
Espèce
Statut de conservation UICN

 LC  : Préoccupation mineure
Répartition géographique
Le cobe à croissant (Kobus ellipsiprymnus), aussi appelé waterbuck ou antilope sing-sing, est une antilope vivant dans les savanes d'Afrique subsaharienne.

## Répartition
On trouve cette espèce notamment en Afrique du Sud, au Bénin, au Botswana, en Éthiopie, au Kenya, au Malawi, au Mozambique, en Ouganda, en Tanzanie, en Zambie et au Zimbabwe.

## Description
Il mesure entre 100 et 136 centimètres au garrot pour un poids de 160 à 240 kilos. La hauteur à la tête varie de 1,50 m pour les femelles à 1,76 m pour les plus grands mâles. Sa robe est brun-roux, progressivement plus foncée chez les sujets âgés. Sa dénomination cobe à croissant est due au cercle blanc caractéristique sur la croupe, entourant la queue. Le mâle porte deux cornes arrondies en forme de lyre et ornées de bourrelets en spirale.

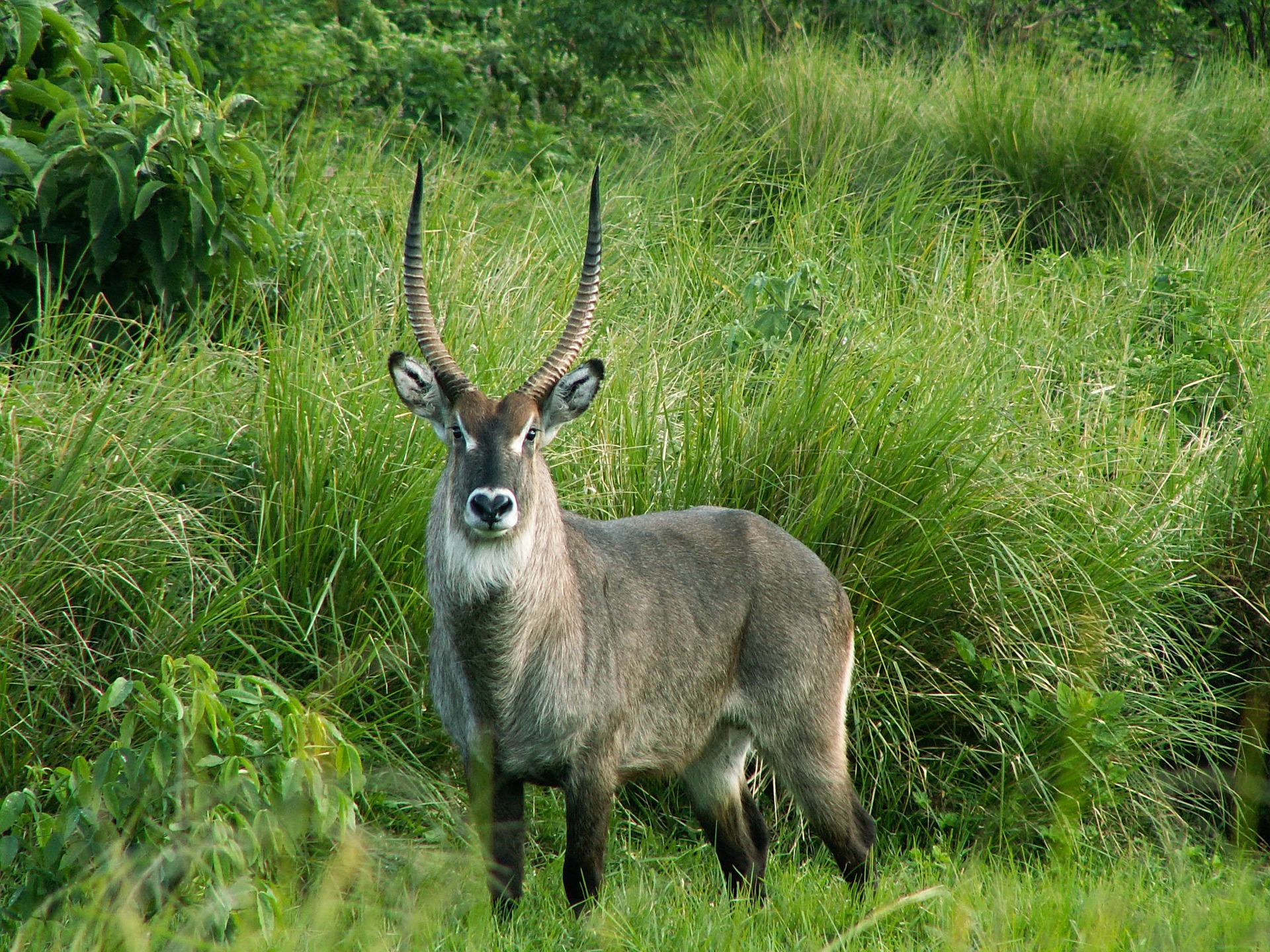
Mâle adulte.
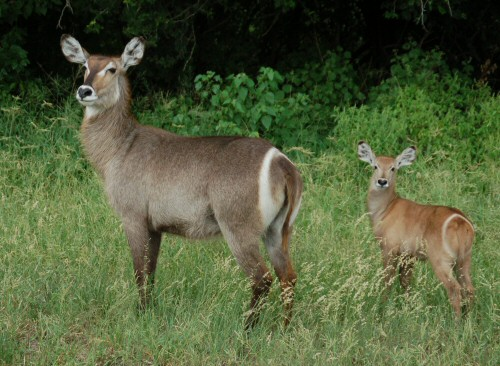
Femelle cobe à croissant et son jeune. Le croissant est visible.
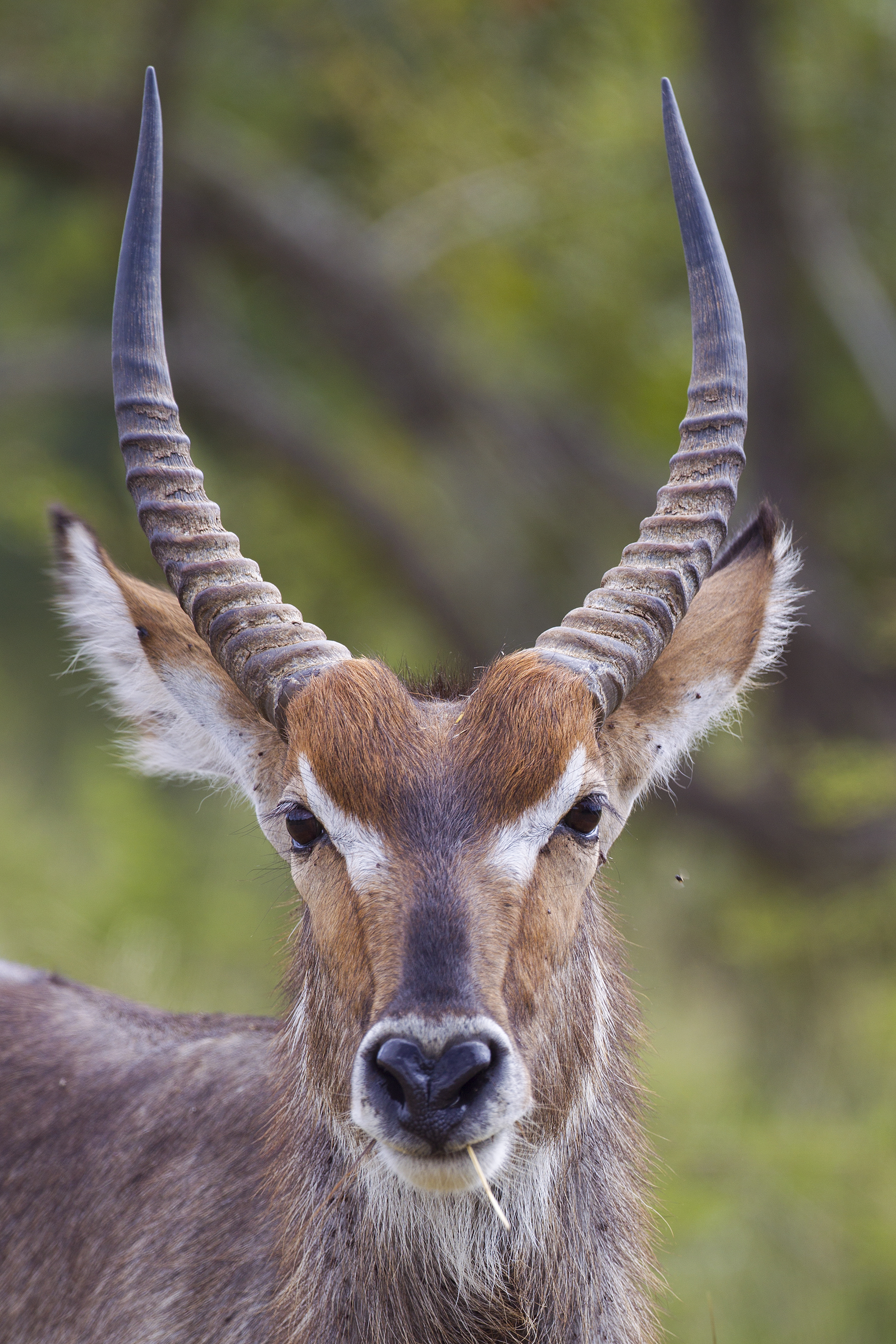
Un cobe à croissant dans le parc national Kruger.

## Comportement et écologie
Le cobe à croissant est diurne. Les femelles et les jeunes vivent en troupeaux de 20 à 40 individus, parfois davantage, sur un territoire d'environ 1,2 km gardé par un mâle, généralement détrôné vers l'âge de 10 ans. Contrairement à ce que le nom de Waterbuck peut laisser entendre, il ne passe guère de temps dans l'eau sauf pour s'y mettre à l'abri des prédateurs, dont le principal est le lion. Des glandes cutanées imprègnent la fourrure d'une substance huileuse qui donne à l'animal une forte odeur musquée et qui peut contaminer la viande si la peau n'est pas retirée avec soin. Le cobe à croissant n'est ainsi pas recherché pour sa viande, bien que parfaitement propre à la consommation.
La gestation est de 240 jours et la femelle ne peut avoir qu'un petit à la fois.

## Prédateurs
Lions, léopards, hyènes et guépards s'attaquant aux petits.
Le Cobe à croissant peut courir à 50 km/h en pointe, de quoi semer beaucoup de prédateurs.

## Systématique
L'espèce Kobus ellipsiprymnus a été décrite par le naturaliste irlandais William Ogilby en 1833 sous le protonyme Antilope ellipsiprymnus.

### Sous-espèces
On distingue 2 sous-espèces principales :
- Kobus ellipsiprymnus ellipsiprymnus
- Kobus ellipsiprymnus defassa - Cobe défassa[1]

## Culture
Dans le film d'animation Princesse Mononoké produit par Hayao Miyazaki, Yakkuru, la monture du héro Ashitaka, est un Cobe.

## Galerie

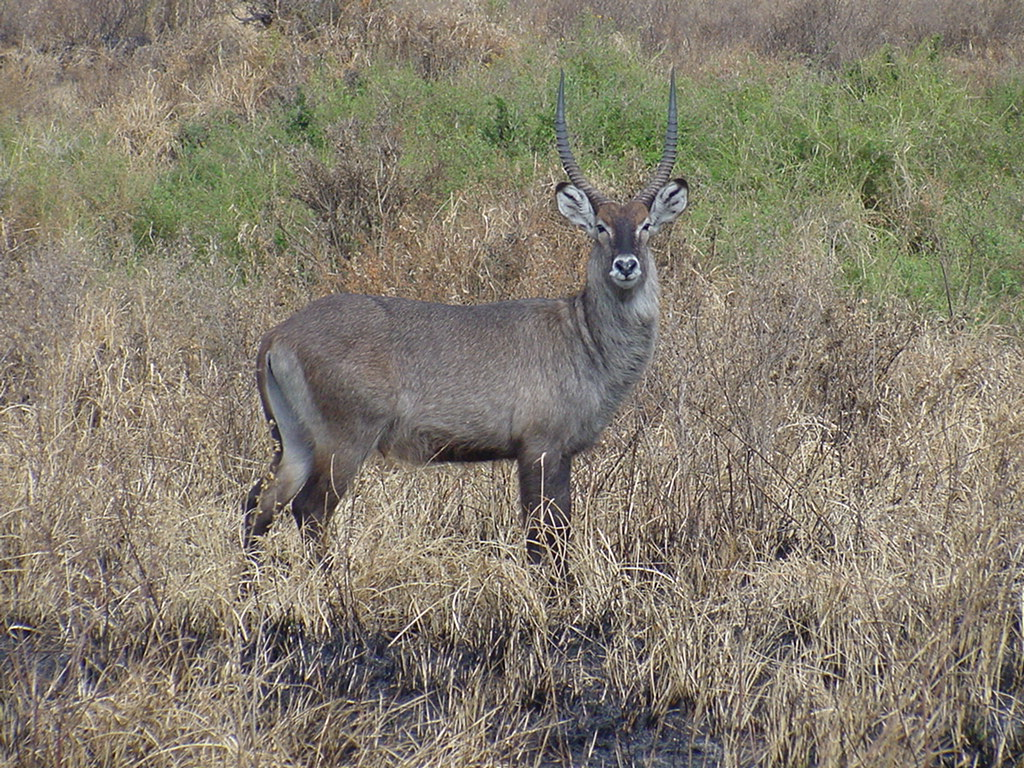
Mâle Cobe Défassa.
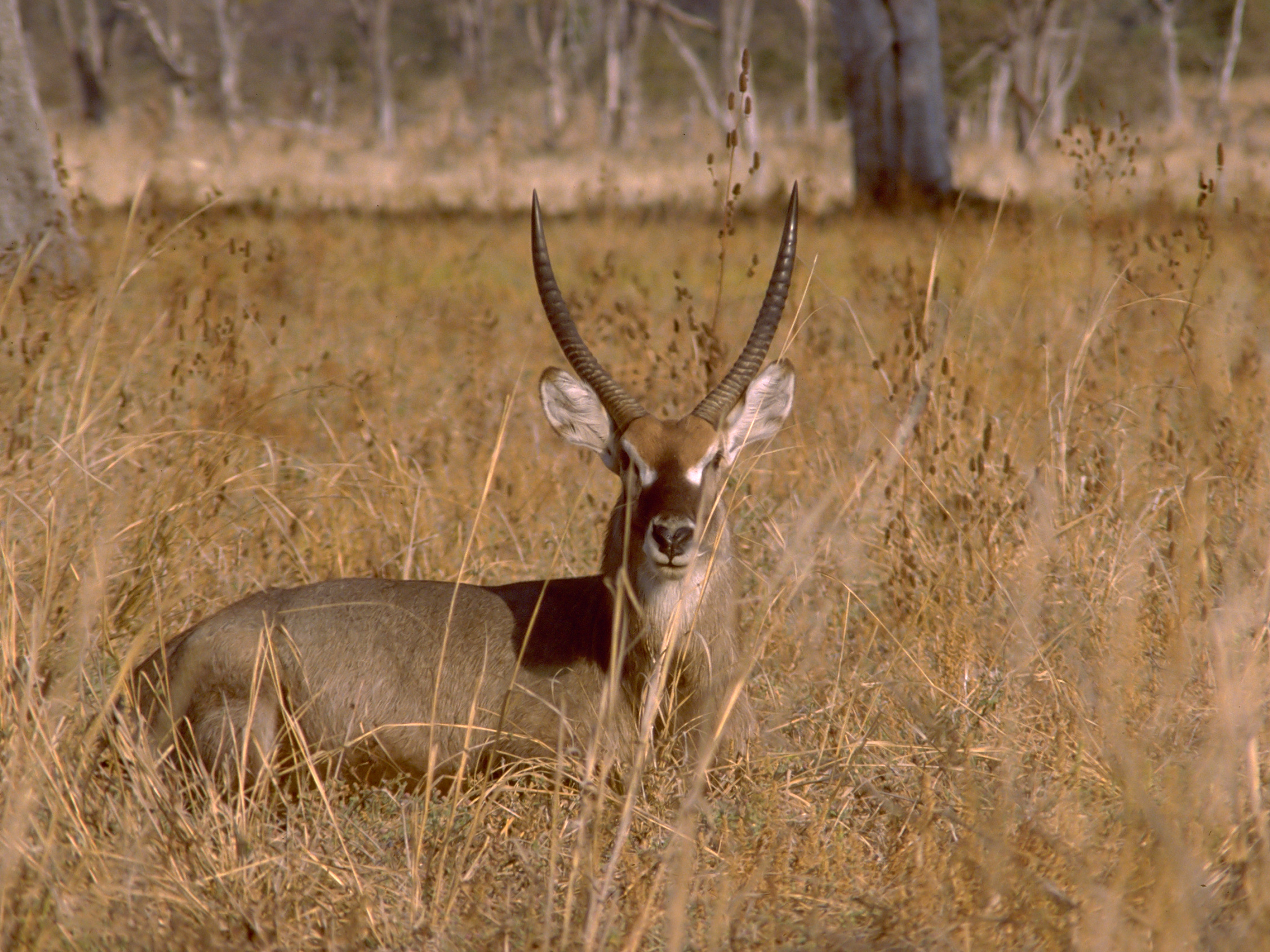
Mâle Cobe à Croissant.
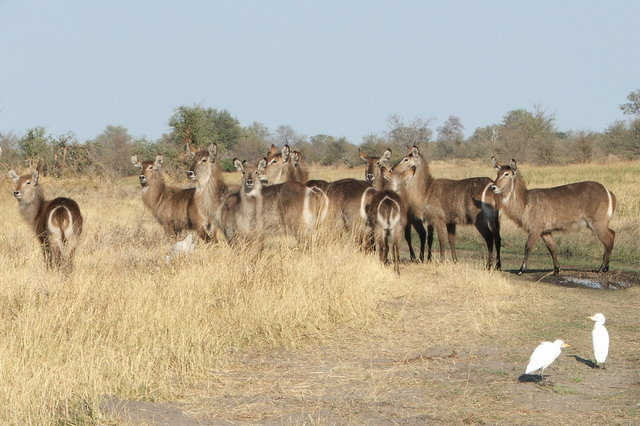
Femelles Cobes à Croissant.
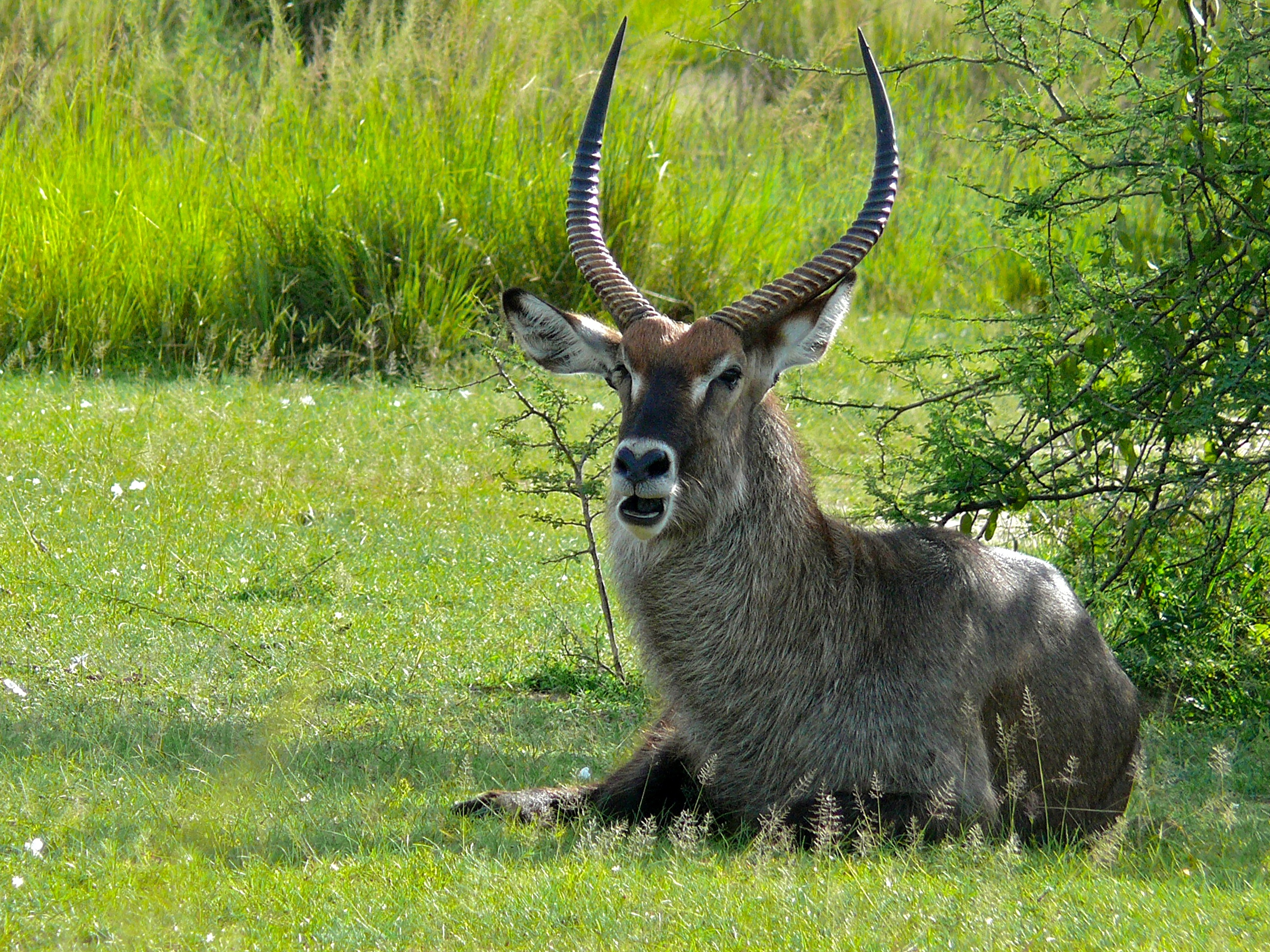
Cobe Défassa ♂.
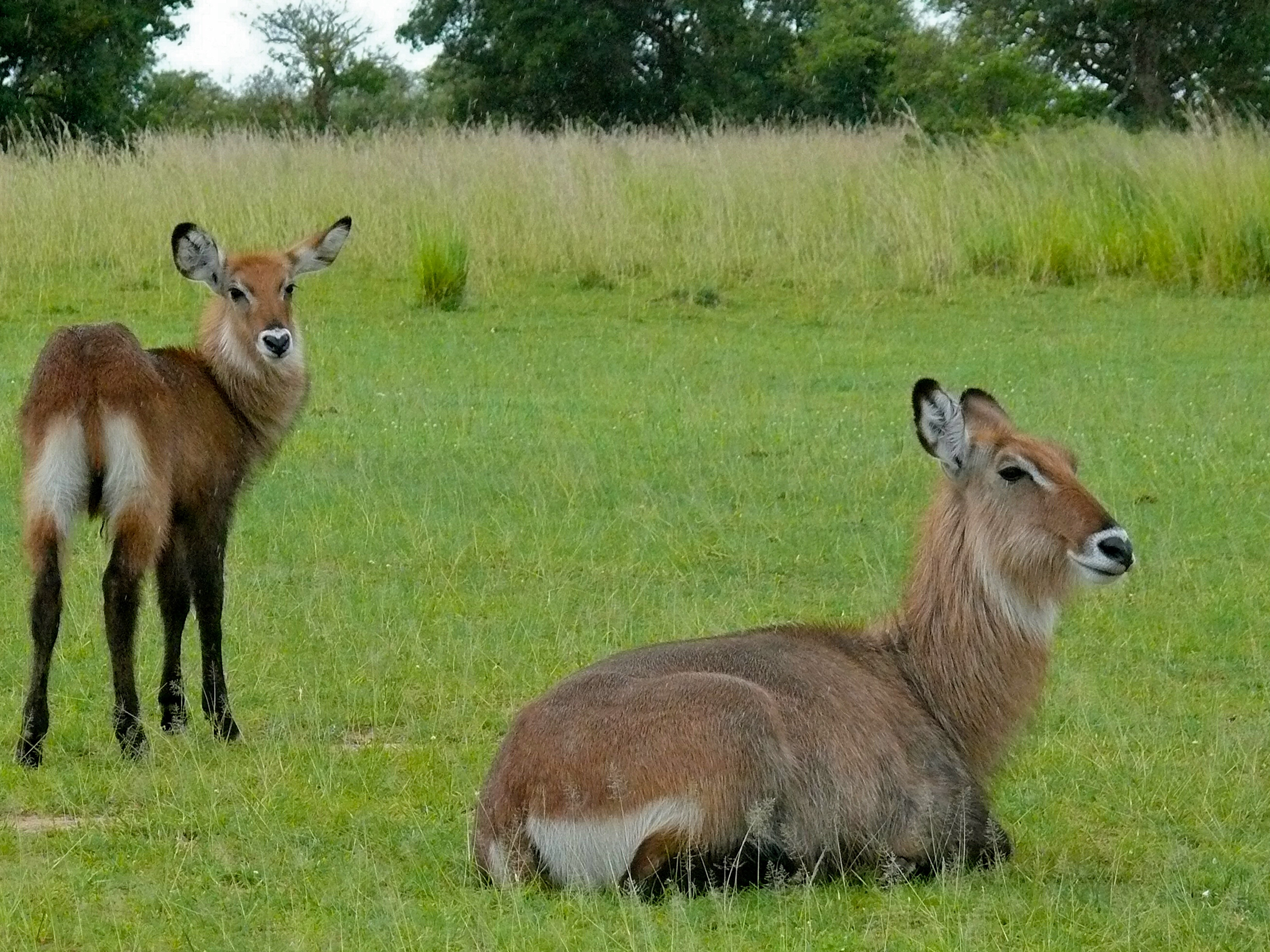
Femelle Cobe Défassa et son jeune.
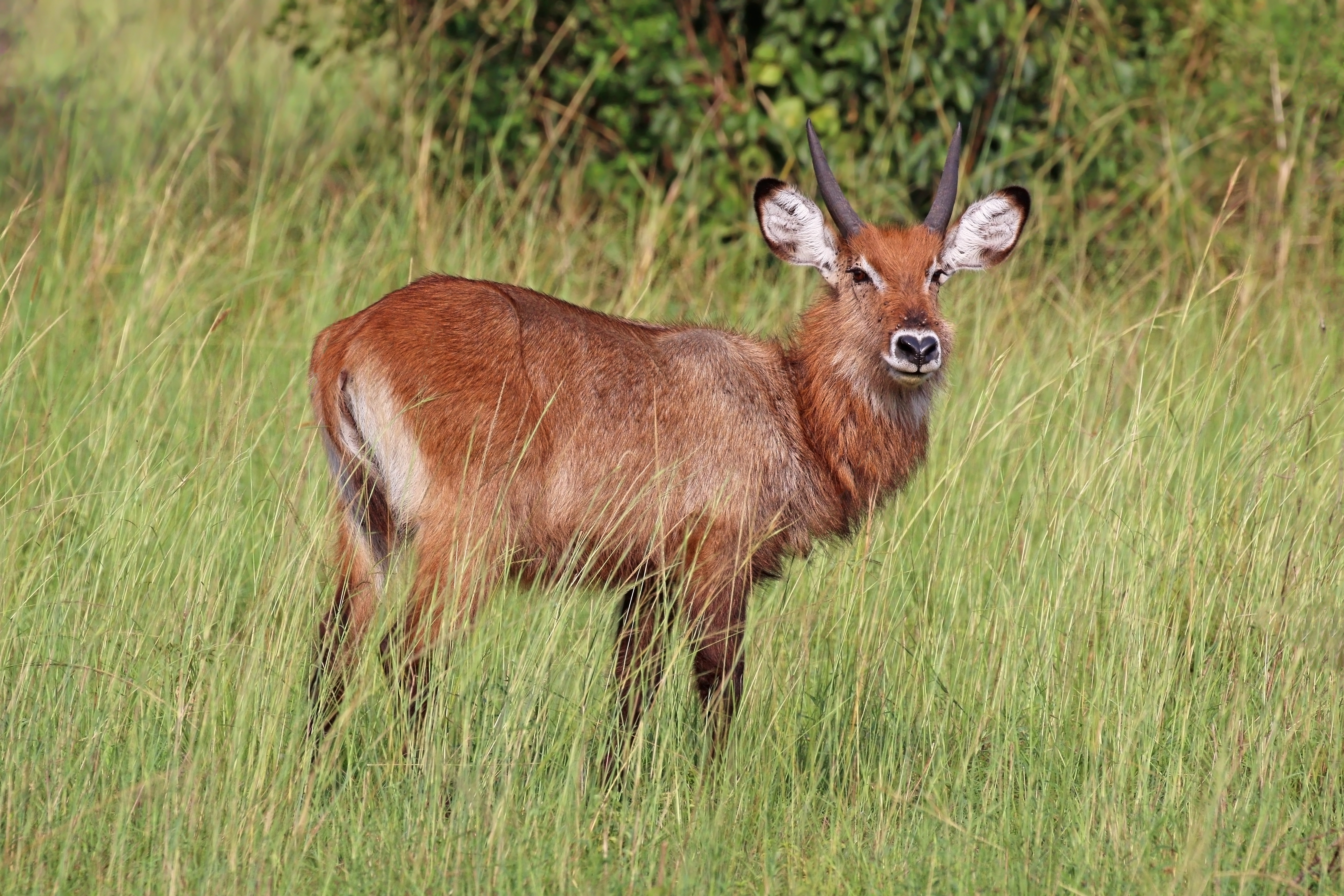
Juvénile mâle dans le parc national Queen Elizabeth, Ouganda.